# شهرستان چبنیکا
شهرستان چبنیکا (به لاتین: Trzebnica County) یک سکونتگاه مسکونی در لهستان است که در استان سیلزی سفلی واقع شده‌است.

## خصوصیات
شهرستان چبنیکا ۱٬۰۲۵٫۵۵ کیلومترمربع مساحت و ۷۷٬۲۸۵ نفر جمعیت دارد.